# Folded Man
Folded Man il cui vero nome è Edwin Gauss, è un personaggio dei fumetti, creato da Mark Waid (testi) e Brian Augustyn (disegni), pubblicata dalla DC Comics. È un supercriminale dell'Universo DC, avversario di Flash.

## Biografia del personaggio
Folded Man era Edwin Gauss, studente di fisica al M.I.T. Scienziato privo di scrupoli, la sua ricerca si incentrava sulla risoluzione della teoria del campo unificato di Albert Einstein. Dopo ingenti sforzi, che inclusero il furto di software privati del miliardario dell'elettronica Norman Bridges, inventò un dispositivo per effettuare viaggi interdimensionali. Successivamente sviluppò un esoscheletro che permetteva al suo corpo di muoversi attraverso almeno quattro dimensioni.
Un Bridges adirato, che considerava lo sviluppo dell'esoscheletro di Gauss di sua proprietà, perseguì lo studente allo scopo di riappropriarsi della tecnologia sviluppata dal Gauss. Per sfuggire al miliardario lo scienziato si reinventò sotto l'identità di un criminale in costume dal nome "Folded Man". La sua nuova carriera criminale lo portò in conflitto con Wally West, il terzo Flash, sebbene riuscì a evitare la cattura. In Crisi infinita, Folded Man divenne un membro della Società segreta dei supercriminali.

## Poteri e abilità
Folded Man indossa un vestito che gli permette di manipolare le sue dimensioni personali. Può appiattirsi fino ad assumere due dimensioni, in questo modo passa attraverso gli oggetti meglio di un rasoio affilato. Assumendo quattro dimensioni, può lasciare il nostro piano per andare in qualsiasi luogo.